# Міст по проспекту Хіміків
Міст по проспекту Хіміків — міст-естакада у Черкасах, що збудований над залізничним полотном біля залізничної станції Черкаси. З'єднує два мікрорайони міста — Хіміків (проспект Хіміків) та Південно-Західний (площа Перемоги).

## Історія
Передумовами будівництва естакади виступила економічна обумовленість. На залізничному переїзду по вулиці XX Партз'їзду (нині проспект Хіміків) перед станцією завжди утворювались довгі затори, особливо з вантажівок. Внаслідок цього народне господарство міста втрачало до 1,2 мільйонів карбованців, тому економісти наполягали, що міст окупиться вже через 2 роки. Саме ці розрахунки і стали остаточними та вирішальними. Міський комітет КПУ оголосив будівництво народним, що означало широке залучення до спорудження більшості організацій міста. Міст мав з'єднати промисловий мікрорайон Хіміків, спальний Південно-Західний та центр.
Будівництво мосту розпочалось у червня 1981 року робітниками організації «Мостозагін-78» ордена Леніна Мостобуду № 1. Будівельні матеріали виготовлялись на ВО «Черкасизалізобетон», на заводах ЗБВ трестів «Черкасиводбуд», «Черкасирембуд» та облміжколгоспбуду. «Строммашина» забезпечила надійну опалубку для тротуарів, на «Машбуді» відлили металеві перила з алюмінієвим орнаментом. Пішохідні секції були вкриті водонепроникною поліуретановою фарбою, для відведення води уздовж підпірних стінок була використана поліхлорвінілова плівка.
За час будівництва мосту було пробурено 524 погонних м свердловин, вкладено 3,2 тисячі м³ бетону, змонтовано 3,4 тисячі м³ збірного залізобетону, заасфальтована 10,2 тисячі м³ шляхового покриття.
У жовтні 2013 року було проведено ремонт асфальтного полотна мосту.